# Femmes et Égalité des genres Canada
Femmes et Égalité des genres Canada (FEGC) (anglais : Women and Gender Equality Canada) (nom légal : ministère des Femmes et de l’Égalité des genres) connu sous le nom de Condition féminine Canada (CFC) de 1976 au 13 décembre 2018, est un ministère du gouvernement du Canada. 
C'était auparavant une agence relevant du ministère du Patrimoine canadien, qui a obtenu le statut de ministère après un vote en décembre 2018 adopté par la Loi n ° 2 d'exécution du budget de 2018. 
Cette législation en faveur de la transformation de l'agence en ministère a permis d'accroître son pouvoir, son rôle et ses fonctions en ce qui concerne non seulement les femmes, mais aussi toutes les identités de genre. Le but de ce ministère est de « faire progresser l'égalité en matière de sexe, d'orientation sexuelle et d'identité ou d'expression de genre par l'inclusion de personnes de tous genres, y compris les femmes, dans la vie économique, sociale et politique du Canada » ainsi que la conjonction des domaines d'égalité avec d'autres identités telles que l'appartenance ethnique, l'âge, le niveau socio-économique, le handicap et autres. Le ministère s'associe à d'autres secteurs du gouvernement, tant fédéral que provincial, ainsi qu'à des organisations civiles et privées pour y parvenir.

## Histoire
Une ministre responsable de la condition féminine a été nommée pour la première fois en 1971 par le premier ministre Pierre Trudeau, lorsque la Commission royale d'enquête sur la condition féminine a recommandé la création d'une représentante des femmes au gouvernement fédéral. Cette entité comporte un bureau et un coordonnateur depuis 1970, initialement établis au Bureau du Conseil privé, jusqu'à ce que cette entité devienne un organisme ministériel à part entière en 1976 sous le nom de Bureau de la coordinatrice de la situation de la femme.
La Condition féminine a lancé plusieurs initiatives depuis sa création, dont beaucoup sont encore en place aujourd'hui. Certaines initiatives importantes comprennent le programme « Analyse comparative entre les sexes plus » (ACS +) et « Il est temps: la stratégie du Canada pour prévenir et combattre la violence sexiste ». L'agence a également dirigé la célébration en 2016 du 100e anniversaire du premier droit de vote des femmes au Canada. Condition féminine Canada organise des événements comme le Mois de l'histoire des femmes, la Journée internationale de la fille et le 18 octobre, le jour où les Femmes sont officiellement reconnues comme personnes morales, à juste titre appelée Journée des personnes.
Au cours de l'administration du premier ministre Stephen Harper, l'agence a connu un certain nombre de compressions budgétaires totalisant 5 millions de dollars, ainsi que d'importantes restructurations, notamment des changements dans les organisations, ayant reçu un financement de l'agence et des instructions pour fermer douze de ses quinze bureaux au Canada.
Le féminisme et les problèmes liés à l'égalité sont devenus le centre d'attention lors des élections fédérales de 2015, la plate-forme du parti libéral promettant de se concentrer sur les questions de genre et de droit des femmes, une attention particulière a été accordée à la promesse d'un cabinet équilibré entre les sexes. 
Le féminisme étant une priorité du gouvernement libéral, Condition féminine Canada a reçu 41 millions de dollars sur six ans pour développer son organisation et ses actions. Dans ce cadre, Statistique Canada obtient 6,7 millions de dollars sur cinq ans pour créer un nouveau centre de statistiques sur le genre, la diversité et l'inclusion.

## Projets
Le Ministère s'est engagé à poursuivre son travail avec l'ACS +, notamment en mettant en œuvre une semaine de sensibilisation à l'ACS +, en investissant dans le Programme de promotion de la femme et en poursuivant son travail avec Il est temps: la stratégie du Canada pour prévenir et combattre la violence sexiste et d'autres initiatives pour contrer la violence sexiste. Il prévoit également de continuer à progresser vers l'adoption du projet de loi C-65.

## Sources
- (en) Cet article est partiellement ou en totalité issu de l’article de Wikipédia en anglais intitulé « Women and Gender Equality Canada » (voir la liste des auteurs).